# Fusanus chacoensis
Fusanus chacoensis är en insektsart som beskrevs av Rauno E. Linnavuori 1955. Fusanus chacoensis ingår i släktet Fusanus och familjen dvärgstritar. Inga underarter finns listade i Catalogue of Life.